# خط آی‌آرتی خیابان نوسترند
خط آی‌آرتی خیابان نوسترند (انگلیسی: IRT Nostrand Avenue Line) یکی از خط‌های متروی نیویورک سیتی در بخش بروکلین است.
این خط که در سال ۱۹۲۰ تاسیس شده دارای ۷ ایستگاه است. 

## نگارخانه

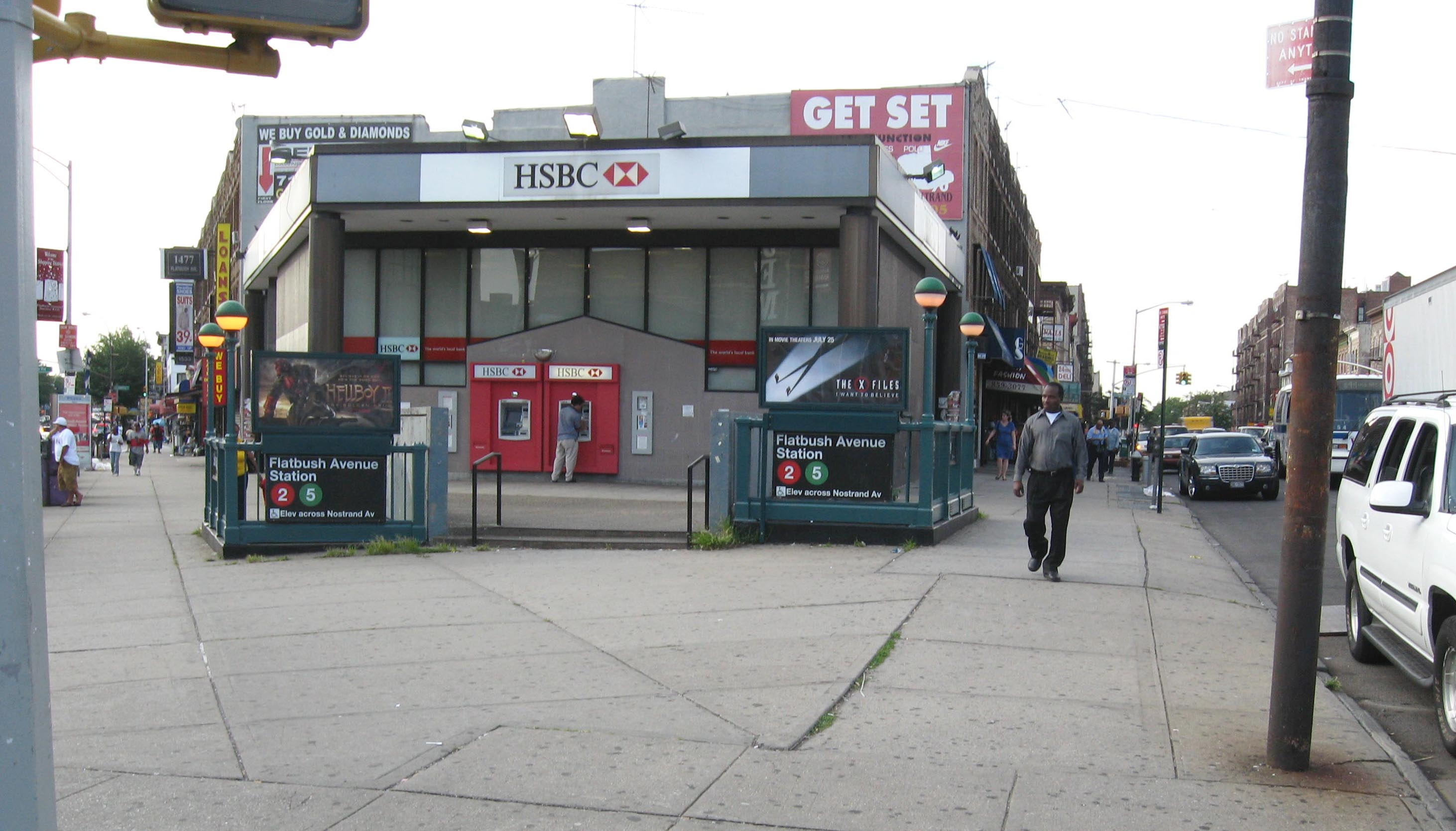
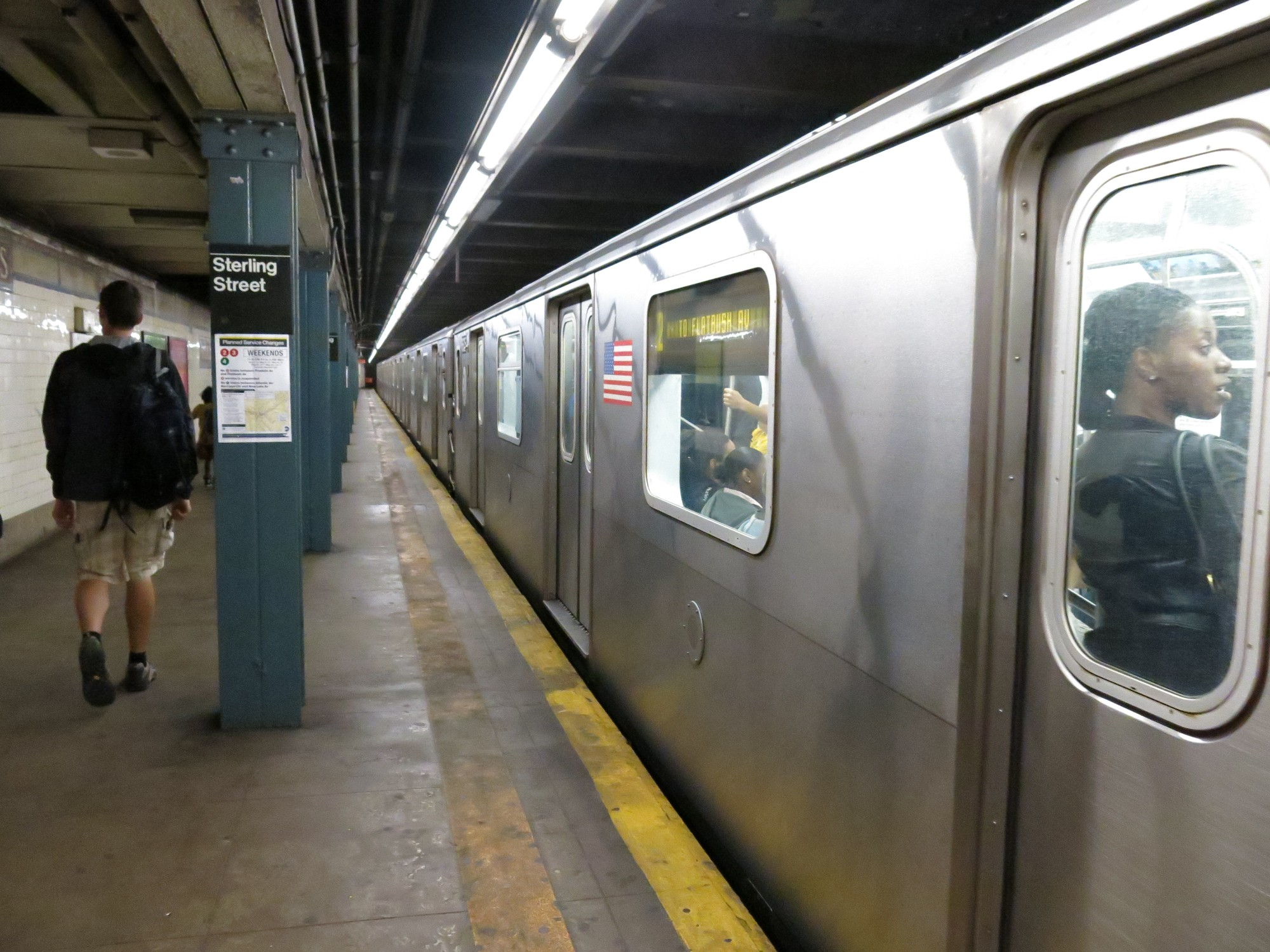
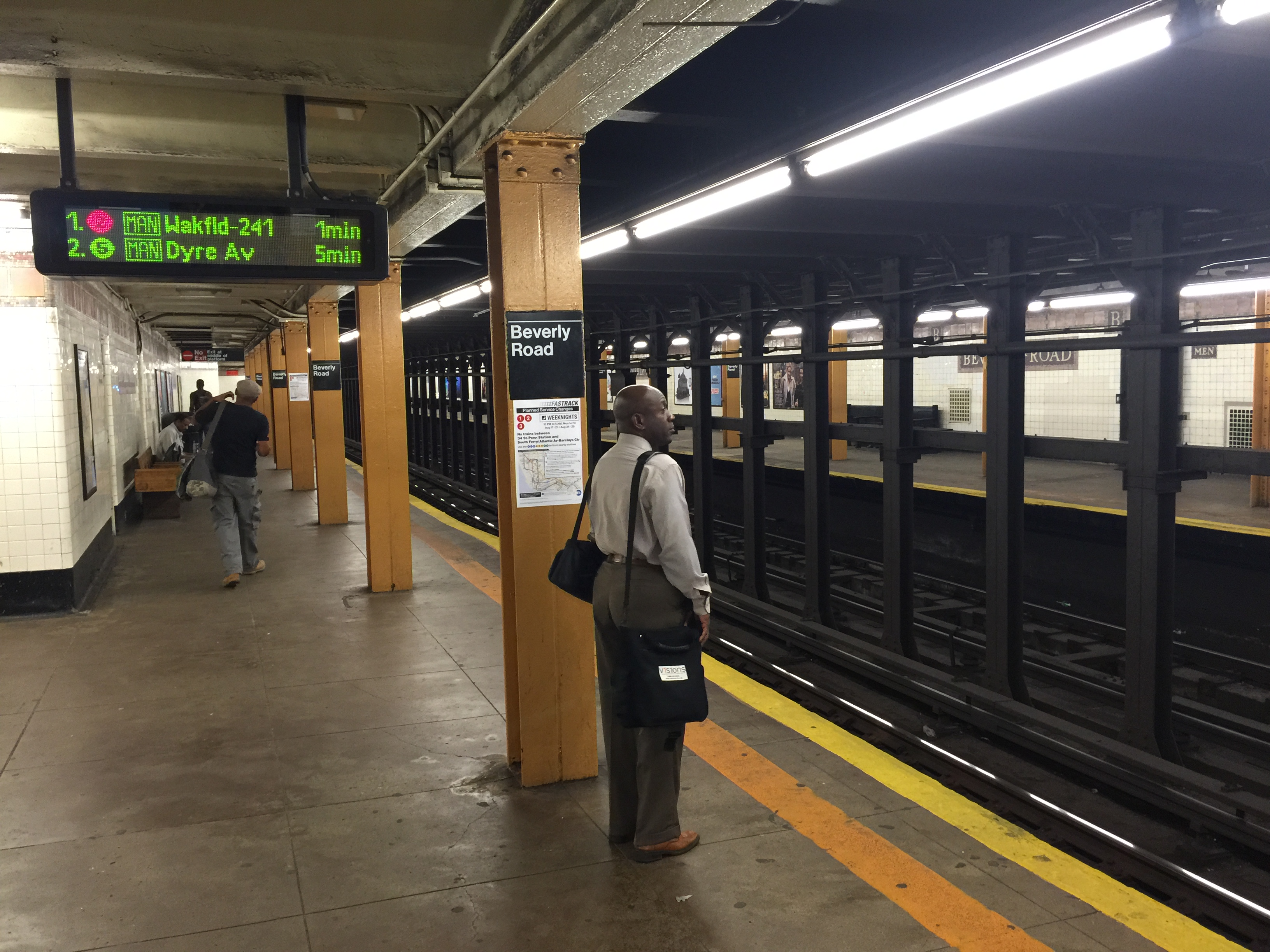
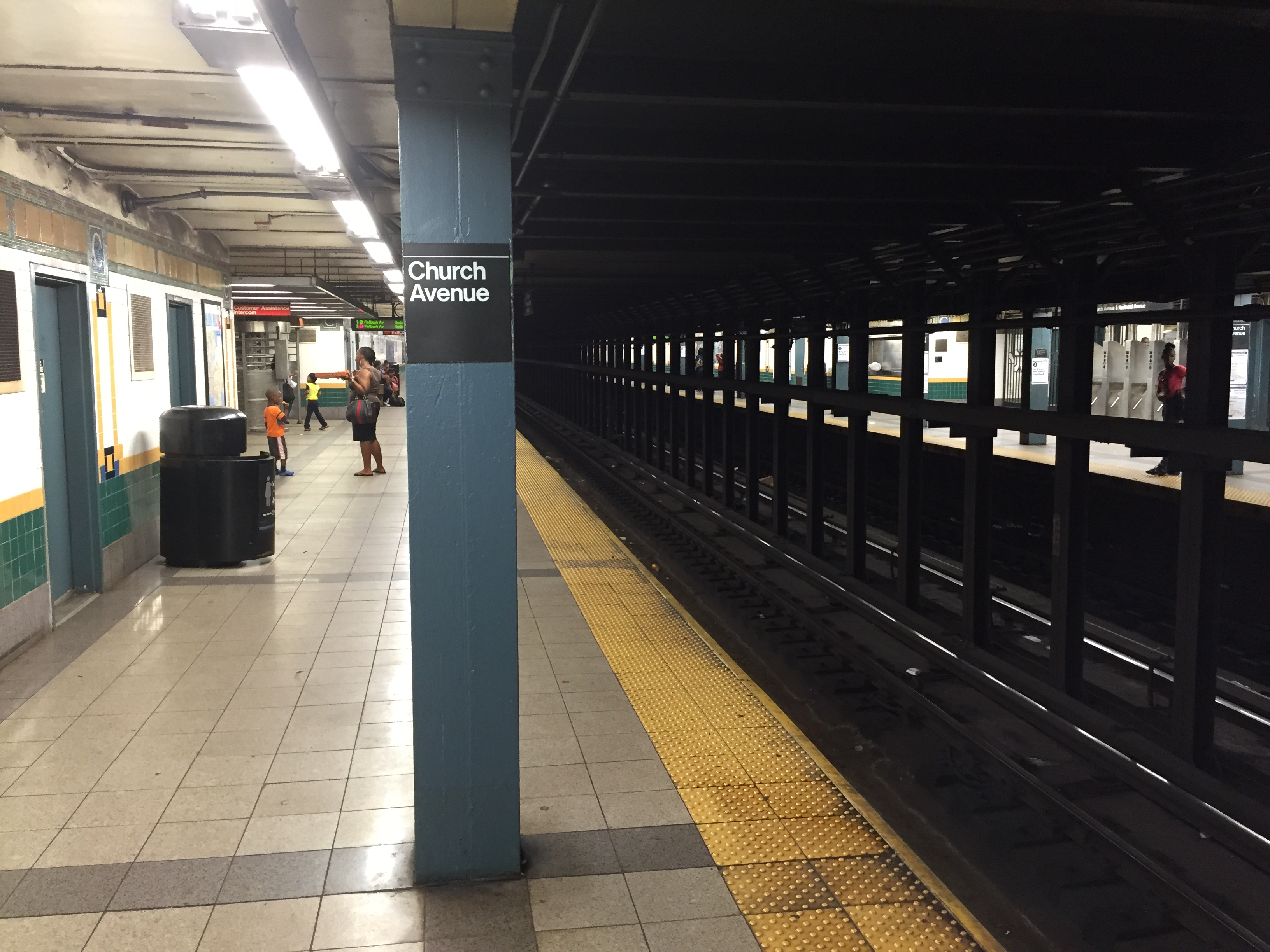